# Люсьєн Олів'є
Люсьєн Олів'є (фр. Lucien Olivier, 1836 або 1837 рік — 14 листопада 1883 року, Ялта) — ресторатор французького походження, тримав у Москві з початку 1860-х років ресторан «Ермітаж»; відомий як творець рецепта зимового салату, незабаром названого на честь свого творця. Його рецепт був таємницею, яку він так і не розголосив до самої смерті.

## Біографія
За неперевіреними даними, уродженець Москви. В довідниках 1840-1850-х рр .. значиться Йосип Антон Олів'є, купець III гільдії, що жив у районі Петрівки (адреси вказувалися не точно), однак чи був він родичем Люсьєну — поки з'ясувати не вдалося. Люсьєн Олів'є був спочатку службовцем ресторану та готелю «Ермітаж», заснованих в 1860-х рр. У 1870-х рр. він був власником підприємства. Згідно з довідковими книгами, права торгівлі за купецьким званням II гільдії отримав у 1867 р. Люсьєну Олів'є Московська міська дума доручила організацію кулінарної частини військового свята в Сокільниках з нагоди коронаційних урочистостей.
Згідно дослідженням А. Алексєєва, під ім'ям Люсьєна Олів'є був відомий французький підданий Микола Олів'є, який в 1868 році керував готелем «Ермітаж» в будинку Пегова на Трубній площі; за даними на 1877 рік, готель і ресторан при ній) іменувалася «Ермітаж», а її керівник — купцем другої гільдії, 40-річним Люсьєном Олів'є, що жив на Петровському бульварі також в будинку Пегова. На думку Алексєєва, Микола змінив ім'я, щоб підкреслити свою французькість в інтересах реклами.

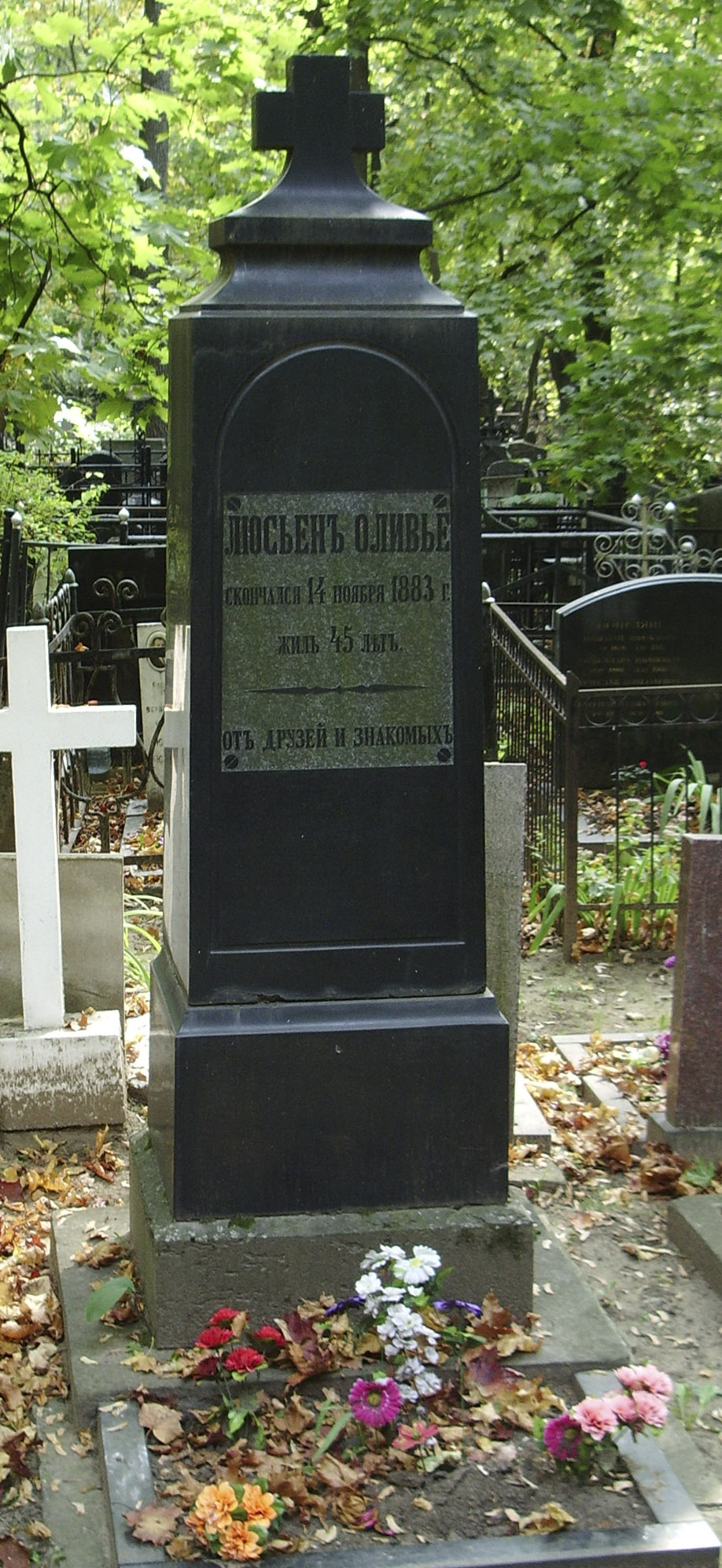
могила

Помер у Ялті 14 листопада 1883 року у віці 45 років від пороку серця. Тіло було переправлено в Москву і віддане землі на Введенському кладовищі. У 2008 році могила Олів'є була виявлена і відновлена (12 ділянка.).
Після смерті Олів'є власником ресторану «Великий Ермітаж» (так став називатися трактир на початку XX століття) було «Товариство Олів'є», склад якого кілька разів змінювався. У революцію 1917 року ресторан закрився, в будівлі розміщувалися різні установи, в роки Непу там знову був ресторан, а з 1923 по 1941 рік в ньому знаходився «Будинок селянина».
За даними Гіляровського, Олів'є тримав рецепт свого салату в таємниці, хоча основні інгредієнти були відомі. І як не намагалися гурмани того часу відтворити його в точності, такого салату у них не виходило. Це стало приводом для різного роду легенд.